# CF Montreal
Der Club de Foot Montréal (ehemals Montreal Impact bzw. französisch Impact de Montréal), im deutschen Sprachraum bekannt als CF Montreal, ist ein Franchise der Profifußball-Liga Major League Soccer (MLS) aus Montreal, Kanada. Das Franchise wurde 1993 gegründet und spielte bis in die Saison 2011 in unterklassigen Ligen nordamerikanischen Fußball, zuletzt 2011 in der zweitklassigen North American Soccer League. Das Franchise spielt seit der Saison 2012 in der Major League Soccer, der höchsten Spielklasse im nordamerikanischen Fußball.
Der Besitzer des CF Montreal, Joey Saputo, übernahm ab der Saison 2012 das MLS-Franchise in Montreal. Damit wurde der Spielbetrieb des CF Montreal komplett in die Major League Soccer übertragen.
Montreal ist neben dem Toronto FC und den Vancouver Whitecaps eines von drei kanadischen Franchises der MLS. Zudem wurde man nach dem mittlerweile aufgelösten CD Chivas USA das zweite nicht-englischsprachige MLS-Team.

## Geschichte

### Spielzeiten vor der MLS

Ursprüngliches Logo von Impact de Montréal FC

Der Verein wurde 1993 von der Saputo-Familie gegründet, nachdem die Canadian Soccer League und mit ihr der Verein Montreal Supra den Spielbetrieb einstellten. Nach einer erfolgsarmen ersten Saison in der American Professional Soccer League überraschte der Verein den Titelverteidiger Colorado Foxes im Ligafinale 2014 mit einem 1:0-Sieg und wurden erstmals Meister. In den folgenden Jahren war der Verein stets in der Spitzengruppe der Liga zu finden, ohne jedoch wieder das Finale zu erreichen. Insgesamt viermal schied man in den Play-offs gegen die Rochester Raging Rhinos aus. Erst 2004 konnte der Erzrivale besiegt werden und später konnte Montreal den zweiten Meistertitel feiern. Im Finale schlug man die Seattle Sounders mit 2:0.
1999 kam es zwischen den Impact-Offiziellen und der Liga zu einem Konflikt. In der Saison zog sich der Verein aus der Liga zurück. Ein Jahr später war die Mannschaft wieder dabei. Während der Saison 2001 ging der Verein in Insolvenz. Der Verein blieb bestehen und setzte zu einem sportlichen wie finanziellen Höhenflug an. 2004 konnte eine weitere Meisterschaft gefeiert werden. Ab 2005 spielten die Montrealer in der USL First Division. Kamen in der Saison 2001 im Schnitt nur 3.000 Zuschauer stieg die Zuschauerzahl auf etwa 11.000 in der Saison 2006. Gleichzeitig spielten in Québec geborene Fußballspieler eine größere Rolle in der kanadischen Fußballnationalmannschaft.
Am 22. Juli 2008 konnte Montreal die Canadian Championship gewinnen. Dieser Sieg in dem neu gegründeten Turnier, berechtigte den Verein dazu an der CONCACAF Champions League 2008/09 teilzunehmen. Dort gewann die Mannschaft in der Preliminary Round gegen Real Estelí. Die anschließende Gruppenphase (Group Stage) wurde auf dem zweiten Platz beendet. Erst im Viertelfinale der Championship Round verlor Montreal gegen Santos Laguna und schied aus.
In der Saison 2009 wurde Montreal Impact Sieger der USL First Division. Die Regular Season beendete die Mannschaft auf dem 5. Platz. In den anschließenden Play-offs kam Impact bis ins Finale und siegte dort über die Vancouver Whitecaps mit insgesamt 6:3 (3:2, 3:1).
Montreal Impact spielt die Saison 2010 in der USSF Division 2 Professional League. Diese Liga entstand, nachdem man versucht hatte, eine neue North American Soccer League zu etablieren. Die USSF-Liga wurde aufgrund von Streitigkeiten zwischen der neuen NASL und den United Soccer Leagues nur in dieser einzigen Saison als Übergangslösung ausgetragen. Zur Saison 2011 wechselte das Montreal dann in die neu gegründete North American Soccer League, verpasste dort in seiner ersten (und einzigen) Saison aber die Playoffs.
Ab der Saison 2012 stellt Montreal ein eigenes Team in der Major League Soccer. Das wurde am 7. Mai 2010 bekannt gegeben. Montreal Impact stellte nach Ende der Saison 2011 seine Teilnahme in der NASL ein und ging vollständig in das MLS-Franchise über.

### 2007–2012: Vorbereitung des MLS-Franchise
Ende 2007 wurde zum ersten Mal über einen möglichen Eintritt von Montreal Impact in die MLS nachgedacht. Die Voraussetzung eines Fußballstadions mit ausreichender Kapazität konnte durch den geplanten Ausbau des Stade Saputo in absehbarer Zeit erfüllt werden. Ein Exklusivvertrag des Toronto FC mit der Major League Soccer als einziges kanadisches Franchise der Liga, der somit den Einstieg eines Montrealer Vereins verhinderte, hatte noch bis 2009 Gültigkeit, sodass der Eintritt frühestens zu diesem Zeitpunkt möglich war.
Joey Saputo, Eigentümer von Montreal Impact, war sehr bemüht, seine Mannschaft in die MLS zu bringen. Um dieses Vorhaben zu realisieren, versuchte er George Gillett, Teilhaber des FC Liverpool, für sein Vorhaben zu gewinnen.
Am 24. Juli 2008 gab die Major League Soccer bekannt, zwei weitere Expansion Teams für die Saison 2011 zu benennen. Montreal stand dabei auf der Liste der potentiellen Kandidaten. Am 22. November 2008 erklärte MLS-Commissioner Don Garber, dass Montreal den Zuschlag für 2011 nicht bekommen habe. Nachdem im März 2009 Vancouver den Zuschlag für ein Expansion Team ab der Saison 2011 erhalten hatte, gab Montreals General Manager Nick De Santis bekannt, dass Saputo weiterhin für ein MLS-Franchise aus Montreal kämpfen werde.
Am 16. Mai 2009 berichtete die Montreal Gazette, dass Don Garber und Joey Saputo in Gesprächen über einen Eintritt ab der Saison 2012 verhandelten. Am 7. Mai 2010 erhielt Montreal offiziell den Zuschlag für ein MLS-Franchise der Saison 2012. Die Saputo-Familie hat die Antrittsgebühr von 40 Millionen US-Dollar selbst bezahlt und ist damit Eigentümer des Teams.

### 2012–2020: Start in die Major League Soccer
Jesse Marsch wurde als erster Trainer der Mannschaft bestätigt. Am 10. März 2012 startete die Mannschaft mit einer 0:2-Auswärtsniederlage gegen die Vancouver Whitecaps in ihre erste MLS-Saison. Im darauffolgenden Heimspiel gegen Chicago Fire, das vor einer Rekordzahl von 58.912 im Olympiastadion Montreal ausgetragen wurde, spielte Impact 1:1 unentschieden. Am 20. Mai 2012 konnte dieser Rekord im Spiel gegen Los Angeles Galaxy auf 60.860 Zuschauer erhöht werden. Damit ist es das bestbesuchte Fußballspiel in Kanada. Am Ende der Saison belegte die Impacts den 7. Platz in ihrer Conference und verpassten somit den Einzug in die Play-offs.
Die Saison 2013 verlief besser. Der Schweizer Marco Schällibaum übernahm das Traineramt, gewann mit der Mannschaft am 15. Mai 2013 die Canadian Championship 2013 und damit den Voyageurs Cup und führte die Impacts auf den fünften Rang der Eastern Conference, der zur Teilnahme an der Knockout Round berechtigte. Dort verlor Impact in der ersten Ausscheidungsrunde gegen Houston Dynamo mit 0:3. Schällibaum wurde am Ende der Saison entlassen und durch Frank Klopas als Trainer ersetzt.
Vor der Saison 2014 wurde der Mannschaftskader stark umgestaltet; 16 neue Spieler wechselten zu Impact, während 15 Spieler, darunter der erfahrene ehemalige italienische Nationalspieler Alessandro Nesta, die Mannschaft verließen. Montreal startete schlecht in die Saison: Die ersten drei Spiele wurden verloren, erst am 8. Spieltag gelang der erste Sieg. Eine Wende gelang dem Team allerdings nicht; am Ende der Regular Season belegte Impact mit nur sechs Siegen und 28 Punkten den letzten Platz der Eastern Conference und auch in der Gesamtwertung den letzten Platz. Trotz der schlechten Saison in der MLS konnte Impact erneut die Canadian Championship gewinnen und sich somit für die Champions League qualifizieren.
Am Ende der Saison 2014 gab der beste Torschütze der Saison, Marco Di Vaio, sein Karriereende bekannt.
Durch den Sieg der Canadian Championship 2014 qualifizierte sich Montreal Impact für die CONCACAF Champions League 2014/15. Hier konnten die Kanadier in der Gruppenphase zunächst gegen die New York Red Bulls und den salvadorianischen CD FAS durchsetzen. Nach siegreichen Vergleichen gegen den CF Pachuca im Viertelfinale und LD Alajuelense im Halbfinale erreichte Impact das Finale der Champions League; Gegner war der Club América aus Mexiko. Dort unterlag Montreal nach einem 1:1 im Hinspiel im Rückspiel mit 2:4. Das Rückspiel wurde im Olympiastadion Montreal vor 61.004 Zuschauern ausgetragen. Montreal war damit der erste kanadische Klub der es in ein Finale der CONCACAF Champions League geschafft hat.
Am 27. Juli 2015 konnte Didier Drogba verpflichtet werden. Der Ivorer ist der erfolgreichste Torschütze der Nationalmannschaft der Elfenbeinküste und war jahrelang deren Kapitän.
Am 30. August 2015 entließ Montreal Impact den Trainer Frank Klopas und ersetzte ihn durch Mauro Biello, der zunächst als Interimstrainer die Mannschaft trainieren soll. Zuvor hatte Impact im Finale der Canadian Championship und anschließend das Liga-Derby gegen den Toronto FC verloren.

### Seit 2021: Gegenwart
Zur Saison 2021 nannte sich das Franchise in Club de Foot Montréal, kurz CF Montreal, um und gab sich ein neues Logo.

## Name und Wappen

Logo bis Mitte Januar 2021

Der Name „Impact“ wurde vom Vorgängerverein übernommen und wird weitergeführt. Am 6. August 2011 wurde das neue Teamlogo vorgestellt.
Das alte Wappen des Franchises hat eine Schildform und erinnert an die Flagge der Provinz Québec. Neben den Hauptfarben blau, weiß und schwarz konnte man oberen linken Viertel eine silberne fleur-de-lis erkennen. Daneben waren vier silberne Sterne angeordnet, die die vier Gründungsvölker der Stadt Montreal repräsentierten. Neben dem Schriftzug des Teamnamens fand man noch oben auf den Wappen den Ausspruch Tous Pour Gagner (französisch: „Alle für den Sieg“).
Mitte Januar 2021 wurde das Franchise in Club de Foot Montréal, kurz CF Montreal, umbenannt und ein neues Logo wurde veröffentlicht. Die Veränderung sei durch die Kultur der Stadt, ihre Bevölkerung sowie die Geschichte des Franchises und des Sports in Montreal inspiriert.

## Stadion

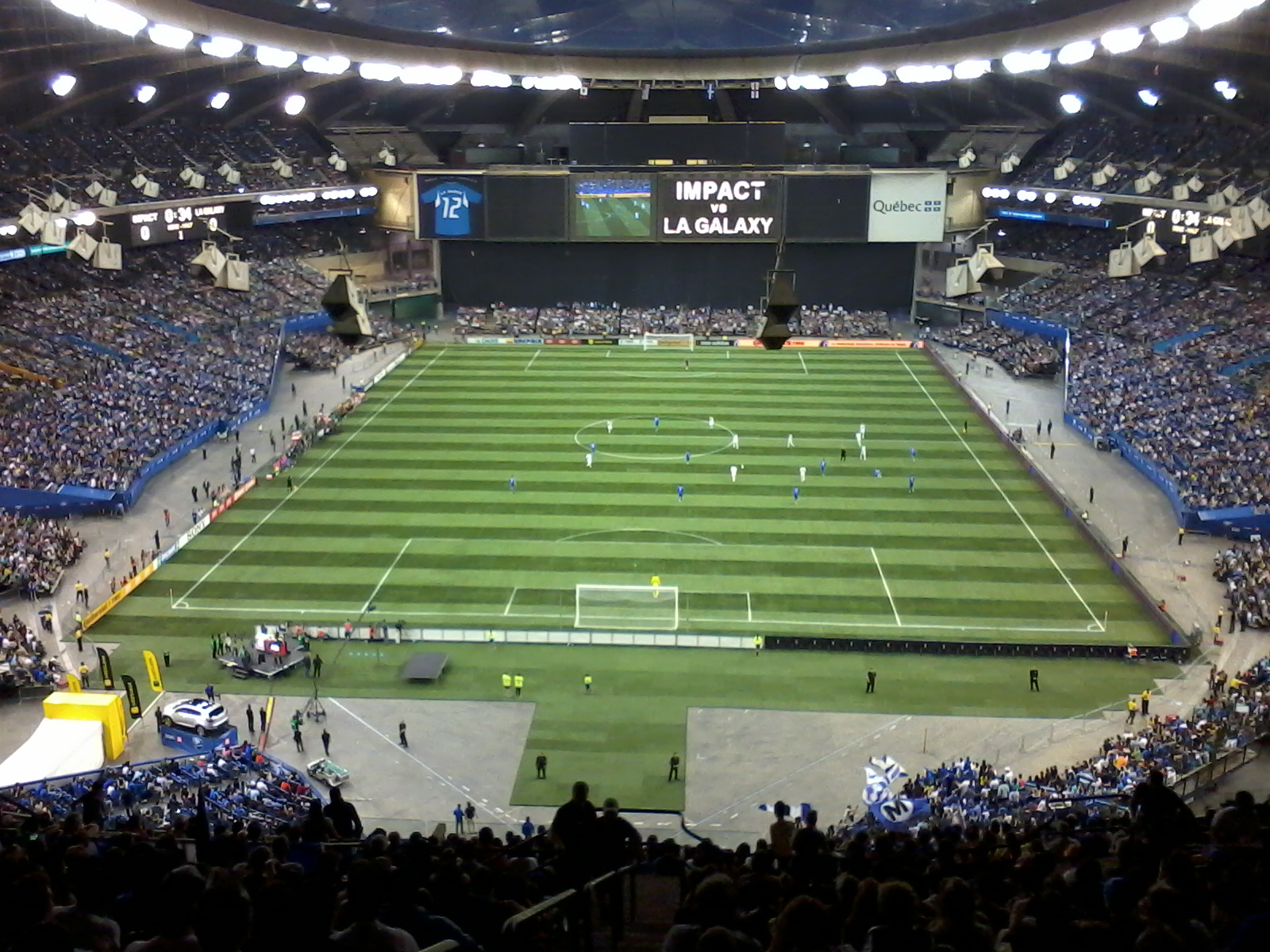
Zuschauerrekord beim Spiel Montreal Impact – Los Angeles Galaxy im Olympiastadion am 12. Mai 2012 (60.860 Zuschauer)

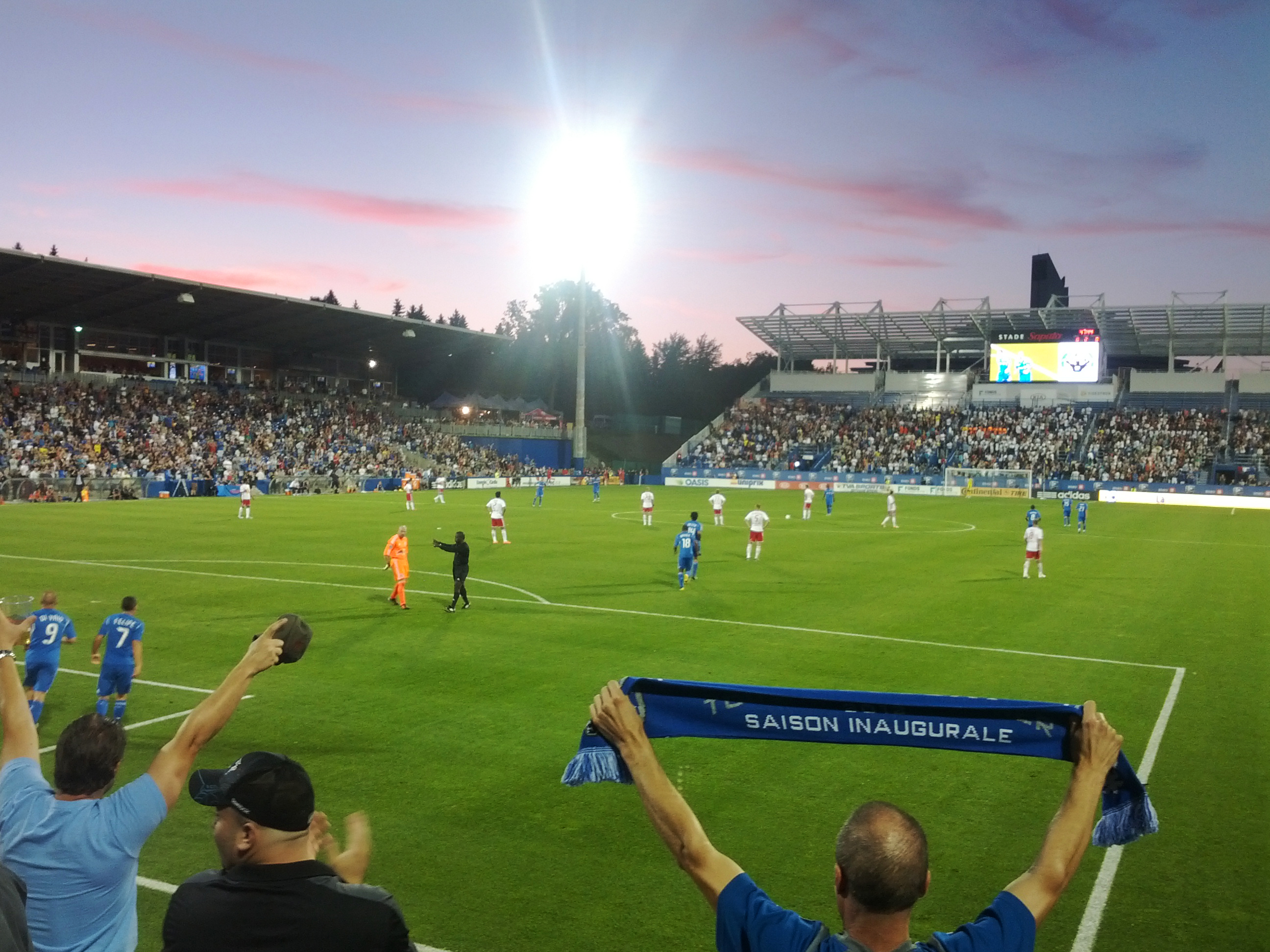
Spiel zwischen Montreal Impact und den New York Red Bulls im Stade Saputo im Juli 2012

- Complexe sportif Claude-Robillard; Montreal (1993–2007)
- Stadion auf den Campus der Université Laval; Québec 3 Spiele (2003–2005)
- Stadion auf den Campus der Université de Sherbrooke; Sherbrooke 2 Spiele (2004–2005)
- Stade Saputo; Montreal (seit 2008)
- Olympiastadion Montreal, Montreal (2012: 5 MLS-Spiele und 1 Canadian-Championship-Spiel, 2013: 2 MLS-Spiele)

Montreal trägt seine Heimspiele im Stade Saputo aus. Das Stadion fasst nach einer Erweiterung 20.341 Plätze. Es wurde 2008 fertiggestellt und befindet sich auf dem ehemaligen Leichtathletikgelände, wo 1976 die Olympischen Spiele ausgetragen wurden. Es ist nach dem BMO Field in Toronto das zweitgrößte reine Fußballstadion in Kanada.
Das Olympiastadion Montreal dient als Ausweichmöglichkeit für Spiele mit größerem Zuschauerinteresse. Beispiele hierfür könnten internationale und Playoff-Spiele sein, außerdem wurden die ersten Spiele der Saison 2012 dort ausgetragen, als das Stade Saputo noch nicht fertiggestellt war.

## Fans und Rivalen

### Fangruppierung
Die größte Fangruppierung des CF Montreal sind die Ultras Montreal. Diese werden auch als UM02 bezeichnet und gründeten sich 2002. 2011 wurden die 127 Montréal gegründet, im selben wurde mit der Montreal Impact Supporters Association eine weitere Fangruppierung gegründet. Diese setzen sich stark für die Kommunikation zwischen Mannschaft und Fans ein.

### Rivalen
Größter Rivale des Vereins vor dem Eintritt in die MLS waren die Rochester Raging Rhinos. Bis 2006 bestand auch eine große Rivalität mit Toronto Lynx. Da sich der Verein aus Toronto nach der Saison 2006 in die Premier Development League zurückzog, endete diese Rivalität abrupt. Der größte Rivale von Montreal in der MLS ist der Toronto FC. Dieses kommt daher, dass es zwischen den beiden Städten generell eine Rivalität gibt, sowohl im Sport als auch in anderen Bereichen.

## Organisation, Sponsoring und Medien

### Eigentümer und Management
Eigentümer des Franchises ist der kanadische Geschäftsmann Joey Saputo. Die Saputo-Familie ist Besitzer des Lebensmittelherstellers Saputo. 1993 gründete er die Montreal Impact, die damals noch in der American Professional Soccer League spielten.
Für Leitung des Franchises sind Pari Arshagouni als Chief Soccer Officer, Nick De Santis, Vizepräsident und verantwortlich für Internationale Beziehungen und Technische Entwicklung, Adam Braz als Technischer Director und Philippe Eullaffroy, als Leiter des Nachwuchs- und Entwicklungsbereichs, verantwortlich.

### Sponsoren
Haupt- und Trikotsponsor ist die Bank of Montreal (BMO). Am 14. Juni 2011 wurde das bekannt. Das Franchise erhält einen Fünf-Jahres-Vertrag mit der kanadischen Bank.

### Medien
Der kanadische TV-Sender TVA Sports ist offizieller Medienpartner des CF Montreal. Einige Spiele werden auch im Réseau des sports ausgestrahlt.

## Jugend und Entwicklung

### Montreal Impact Academy
Die Montreal Impact Academy wurde 2010 gegründet und fungiert als Jugend- und Entwicklungsorganisation für Montreal Impact. In der Academy werden Jugendmannschaften der Altersklassen U8 bis U19 zusammengefasst. Die U15-, U17- und U19-Mannschaften spielen in den jeweiligen Ligen der U.S. Soccer Development Academy.
Leiter der Montreal Academy ist Philippe Eullaffroy.

## Ehemalige Spieler
→ siehe Hauptartikel: Liste der Spieler von Montreal Impact

## Erfolge
- Canadian-Championship-Sieger (5): 2008, 2013, 2014, 2019, 2021
- CONCACAF Champions League 2014/15: Finalist
- Meister der American Professional Soccer League 1994
- Meister der USL First Division 2009
- Meister der A-League 2004
- Sieger des Voyageur Cups 2002, 2003, 2004, 2005, 2006

## Statistiken

### Saisonbilanz
| Saison | Liga                         | Regular Season               | Play-offs                    | Canadian Championship        | CONCACAF Champions League    |
| ------ | ---------------------------- | ---------------------------- | ---------------------------- | ---------------------------- | ---------------------------- |
| 1993   | APSL                         | 7. Platz                     | nicht qualifiziert           | nicht ausgetragen            | nicht qualifiziert           |
| 1994   | APSL                         | 3. Platz                     | Sieger                       | nicht ausgetragen            | nicht qualifiziert           |
| 1995   | APSL                         | 1. Platz                     | Halbfinale                   | nicht ausgetragen            | nicht qualifiziert           |
| 1996   | APSL                         | 1. Platz                     | Halbfinale                   | nicht ausgetragen            | nicht qualifiziert           |
| 1997   | A-League                     | 1. Platz (Div.)              | Divisionsfinale              | nicht ausgetragen            | nicht qualifiziert           |
| 1998   | A-League                     | 4. Platz (Div.)              | Conference-Halbfinale        | nicht ausgetragen            | nicht qualifiziert           |
| 1999   | Spielbetrieb des Teams ruhte | Spielbetrieb des Teams ruhte | Spielbetrieb des Teams ruhte | Spielbetrieb des Teams ruhte | Spielbetrieb des Teams ruhte |
| 2000   | A-League                     | 2. Platz (Div.)              | nicht qualifiziert           | nicht ausgetragen            | nicht qualifiziert           |
| 2001   | A-League                     | 4. Platz (Div.)              | nicht qualifiziert           | nicht ausgetragen            | nicht qualifiziert           |
| 2002   | A-League                     | 2. Platz (Div.)              | Conference-Halbfinale        | nicht ausgetragen            | nicht qualifiziert           |
| 2003   | A-League                     | 1. Platz (Div.)              | Divisionsfinale              | nicht ausgetragen            | nicht qualifiziert           |
| 2004   | A-League                     | 1. Platz (Div.)              | Sieger                       | nicht ausgetragen            | nicht qualifiziert           |
| 2005   | USL First Division           | 1. Platz                     | Halbfinale                   | nicht ausgetragen            | nicht qualifiziert           |
| 2006   | USL First Division           | 1. Platz                     | Halbfinale                   | nicht ausgetragen            | nicht qualifiziert           |
| 2007   | USL First Division           | 3. Platz                     | Viertelfinale                | nicht ausgetragen            | nicht qualifiziert           |
| 2008   | USL First Division           | 3. Platz                     | Halbfinale                   | Sieger                       | nicht qualifiziert           |
| 2009   | USL First Division           | 5. Platz                     | Sieger                       | 3. Platz                     | Viertelfinale                |
| 2010   | USL First Division           | 6. Platz                     | Halbfinale                   | 3. Platz                     | nicht qualifiziert           |
| 2011   | USL First Division           | 7. Platz                     | nicht qualifiziert           | Halbfinale                   | nicht qualifiziert           |
| 2012   | MLS                          | 7. Platz (Ost)               | nicht qualifiziert           | Halbfinale                   | nicht qualifiziert           |
| 2013   | MLS                          | 5. Platz (Ost)               | Knockout Round               | Sieger                       | nicht qualifiziert           |
| 2014   | MLS                          | 10. Platz (Ost)              | nicht qualifiziert           | Sieger                       | Gruppenphase                 |
| 2015   | MLS                          | 3. Platz (Ost)               | Conference-Halbfinale        | Finale                       | Finale                       |
| 2016   | MLS                          | 5. Platz (Ost)               | Conference-Finale            | Halbfinale                   | nicht qualifiziert           |
| 2017   | MLS                          | 9. Platz (Ost)               | nicht qualifiziert           | Finale                       | nicht qualifiziert           |
| 2018   | MLS                          | 7. Platz (Ost)               | nicht qualifiziert           | Halbfinale                   | nicht qualifiziert           |
| 2019   | MLS                          | 9. Platz (Ost)               | nicht qualifiziert           | Sieger                       | nicht qualifiziert           |

1. ↑  Der Wettbewerb beginnt jeweils im Herbst des vorherigen Jahres.

### Rekordspieler nach Einsätzen und Toren
Stand: 26. Dezember 2014
| Einsätze | Einsätze                  | Einsätze |
| -------- | ------------------------- | -------- |
| 1        | Felipe Martins Campanholi | 91       |
| 2        | Patrice Bernier           | 84       |
| 3        | Matteo Ferrari            | 79       |
| 4        | Hassoun Camara            | 78       |
| 5        | Justin Mapp               | 76       |
| 6        | Marco Di Vaio             | 74       |
| 7        | Jeb Brovsky               | 65       |
| 8        | Troy Perkins              | 63       |
| 9        | Davy Arnaud               | 57       |
| 9        | Andrés Romero             | 57       |

| Tore | Tore                      | Tore |
| ---- | ------------------------- | ---- |
| 1    | Marco Di Vaio             | 34   |
| 2    | Patrice Bernier           | 13   |
| 3    | Felipe Martins Campanholi | 12   |
| 4    | Andrés Romero             | 8    |
| 4    | Sanna Nyassi              | 8    |
| 6    | Jack McInerney            | 7    |
| 7    | Andrew Wenger             | 6    |
| 8    | Hassoun Camara            | 5    |
| 9    | Davy Arnaud               | 5    |
| 10   | Diverse                   | 4    |

Anmerkung: Aufgeführt sind nur die Einsätze innerhalb der MLS.